# Francesco Casanova
Francesco Casanova (Londra, 1º giugno 1727 – Mödling, 8 luglio 1803) è stato un pittore italiano.

## Biografia
Fratello minore del più celebre Giacomo Casanova, nacque a Londra dove la madre, Zanetta Farussi, calcava per la prima volta le scene come attrice.
Come il fratello minore Giovanni Battista, divenne un pittore e fu molto noto, tanto che il fratello Giacomo era spesso ricordato per la sua parentela "con il famoso pittore". Era specializzato in scene di battaglia. La fama, tanto faticosamente conquistata, svanì subito dopo la sua morte, avvenuta in miseria nonostante avesse guadagnato nella sua vita somme elevate, avendo avuto committenti molto importanti come il principe di Condé e Caterina II di Russia. Ma ebbe sempre uno stile di vita assai disordinato che lo condusse a sperperare i pur ingenti guadagni.
Iniziò quasi certamente la sua carriera di pittore nella bottega di Francesco Guardi, fratello di Gianantonio Guardi, e la durezza delle condizioni di quel periodo sono ricordate nella biografia del fratello Giacomo. Successivamente passò alla bottega di Antonio Joli, rinomato pittore-scenografo che lavorava assiduamente nei due teatri di proprietà della famiglia Grimani, i patrizi che alla morte prematura del padre di Francesco si erano assunti la tutela di tutti i suoi figli.
In seguito decise di cambiare genere ed entrò nella bottega di un pittore "battaglista": Francesco Simonini. Compiuto l'ulteriore apprendistato, si trasferì nel 1758 a Parigi nella bottega del famoso Charles Parrocel.
Il successo non fu immediato, in quanto la prima mostra ebbe un esito disastroso. Nell'agosto del 1761 fu nominato membro soprannumerario dell'Accademia reale di pittura, divenendone membro effettivo nel maggio 1763 con la sua opera Combat de cavalerie. In seguito alle favorevoli critiche ricevute, tra gli altri, da Denis Diderot, iniziò a ricevere commesse da vari monarchi europei.
Per altro, lo stesso Diderot, giudicando la sua tela Un combat de cavalerie, presentata al Salon del 1763, ne criticava la mancanza di vigore e di calore: «Ah, signor Casanova, cos'è diventato il vostro talento? Il vostro tocco non è più fiero come un tempo, il vostro colorire è meno vigoroso, il vostro disegno è divenuto del tutto scorretto [...] il calore del pennello è svanito».
Presso la sua bottega si consumò l'apprendistato di numerosi pittori, anche stranieri, come il francese Jean-Baptiste Le Paon, anch'egli poi qualificato "pittore di battaglie".

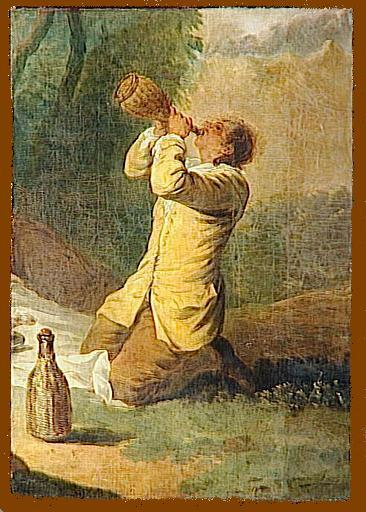
Uomo che beve, ca 1770, Louvre

Il 26 giugno 1762 sposò una ballerina di secondo piano, comparsa alla Comédie Italienne dal 1759, Marie-Jeanne Jolivet (1734-1773) chiamata Mademoiselle d'Alancour e, grazie alle amicizie della moglie, ampliò notevolmente la clientela.
La fama si rafforzò e nel 1771 espose due tele dedicate alla Guerra dei trent'anni: Battaglia di Freiburg e Battaglia di Lens; Diderot commentò ...ces deux grands ouvrages, quelque chose que la critique y puisse trouver, seront toujours un monument solide à la gloire de M. Casanova...
Morta la moglie, convolò a nuove nozze, nel 1775, con Jeanne Catherine Delachaud (1748-1818). Il secondo matrimonio fu disastroso come il primo e Francesco abbandonò il tetto coniugale, con l'aiuto di Giacomo, nel 1783.
Rifugiatosi a Vienna, grazie all'amicizia del principe de Ligne, conobbe il primo ministro, principe di Kaunitz, e giunse al vertice del suo successo. Pare che De Ligne ne apprezzasse, oltre che l'abilità di pittore, anche la conversazione particolarmente brillante e il carattere estroverso, del tutto simile a quello del fratello Giacomo, di cui il principe era e rimase uno degli amici più assidui.
Negli anni seguenti continuò sempre a servire una committenza istituzionale. Molti suoi quadri furono acquistati o commissionati da Caterina II di Russia e furono esposti all'Ermitage di San Pietroburgo dove si trovano tuttora.
Ebbe anche grande successo come autore di cartoni utilizzati per produrre tappezzerie e rivestimenti, solitamente raffiguranti panorami campestri. L'attività, pur collaterale rispetto a quella principale di pittore, gli fruttò ingenti guadagni. Collaborò in questo ambito dal 1770 al 1787 con la Manifattura Reale di Beauvais producendo una settantina di soggetti.
Morì a Vorderbrühl, villaggio presso Mödling, nell'Austria meridionale.

## Opere nei musei
Austria
- Albertina di Vienna con i dipinti: Pastori e greggi alla fonte e 12 disegni.
- Gemäldegalerie di Vienna con i dipinti Caccia al chiaro di luna e Marina.
- Historisches Museum di Vienna con i dipinti Ritratto equestre del principe Wenzel Kaunitz, Battaglia di turchi, Accampamento e con due disegni Studi di animali.
- Kunsthistorisches Museum di Vienna con i dipinti  Battaglia equestre e Combattimenti equestri.
- Residenzgalerie di Salisburgo con i dipinti: Cavalieri con pastori, Accampamento, Combattimento di turchi, Partite di caccia.

Francia
- Museo Antoine-Vivenel di Compiègne con il dipinto  Combattimento equestre.
- Museo Boucher de Perthes di Abbeville con il dipinto Paesaggio.
- Musée des Beaux-Arts di Angers con i dipinti Cavaliere a cavallo e  Ritratto equestre.
- Musée des Beaux-Arts di Béziers con i dipinti Paesaggio e  Contadini al lavoro.
- Musée des Beaux-Arts di Brest con il dipinto Combattimento equestre.
- Museo di belle arti di Lione con il dipinto Paesaggio.
- Musée des Beaux-Arts di Nancy con il dipinto Paesaggio.
- Musée des Beaux-Arts di Nantes con il dipinto Cavaliere turco in marcia.
- Musée des Beaux-Arts di Rennes con i dipinti Rottura di un ponte, Agricoltori vittime della tempesta.
- Musée des Beaux-Arts di Rouen con il dipinto Paesaggio.
- Museo di belle arti ed archeologia di Besançon con il dipinto Combattimento di cavalieri.
- Museo del Louvre di Parigi con i dipinti: Battaglia di Friburgo 1644, Battaglia di Lens 1648, Paesaggio con cavalieri, Battaglia equestre, Uomo che beve (1770 circa), Annibale alle Alpi, Paesaggio con gregge e L'assalto di Oczakow e 4 disegni.
- Museo Fabre di Montpellier con il dipinto Combattimento equestre.

Germania
- Museo del Palatinato di Heidelberg con il dipinto Paesaggio campestre.

Italia 
- Reggia di Caserta, Caccia al cinghiale di Ferdinando IV di Borbone al Prater di Vienna, 1790;
- MdAO - Museo d'Arte "Orga" di Avellino, con il dipinto ad acquarello Venditrice di pesce del 1790.
- Museo Civico e Pinacoteca del Palazzo Malatestiano di Fano (PU) con il dipinto Battaglia.
- Pinacoteca civica di Palazzo Chiericati di Vicenza con i dipinti: Battaglia turca e Battaglia orientale.

Liechtenstein
- Pinacoteca del palazzo principesco di Vaduz con i dipinti: Ritratto equestre dello zar Pietro, Battaglia equestre e Combattimento di cavalieri.

Polonia
- Museo reale di Łazienki di Varsavia con i dipinti Mucche e pecore al pascolo e Bestiame al pascolo.

Regno Unito
- Dulwich Picture Gallery di Dulwich con il dipinto Paesaggio con barca (1770 circa)

Russia
- Museo Puškin di Mosca con i dipinti Carri in un campo, Battaglie turche  e un disegno.
- Museo statale Ermitage di San Pietroburgo con i dipinti Scena di pesca, Cavaliere al galoppo e Battaglie turche.
- Museo statale di storia di Mosca con il disegno Ritratto di Giacomo Casanova.

USA
- Cincinnati Art Museum con i 4 disegni Età della vita (1778).